# Psidium guajava
El guayabo (palabra de origen arahuaca), arasá o arazá (de origen guaraní), de nombre científico Psidium guajava, es una especie de pequeño árbol perteneciente a la familia de las mirtáceas. Es un arbusto o árbol pequeño natural de América tropical que se ha asilvestrado en otras zonas tropicales del planeta. Se ha convertido en una especie muy habitual en regiones ganaderas del trópico húmedo debido a su facilidad de crecimiento en potreros dedicados para este fin. Su fruto es la guayaba.

## Clasificación

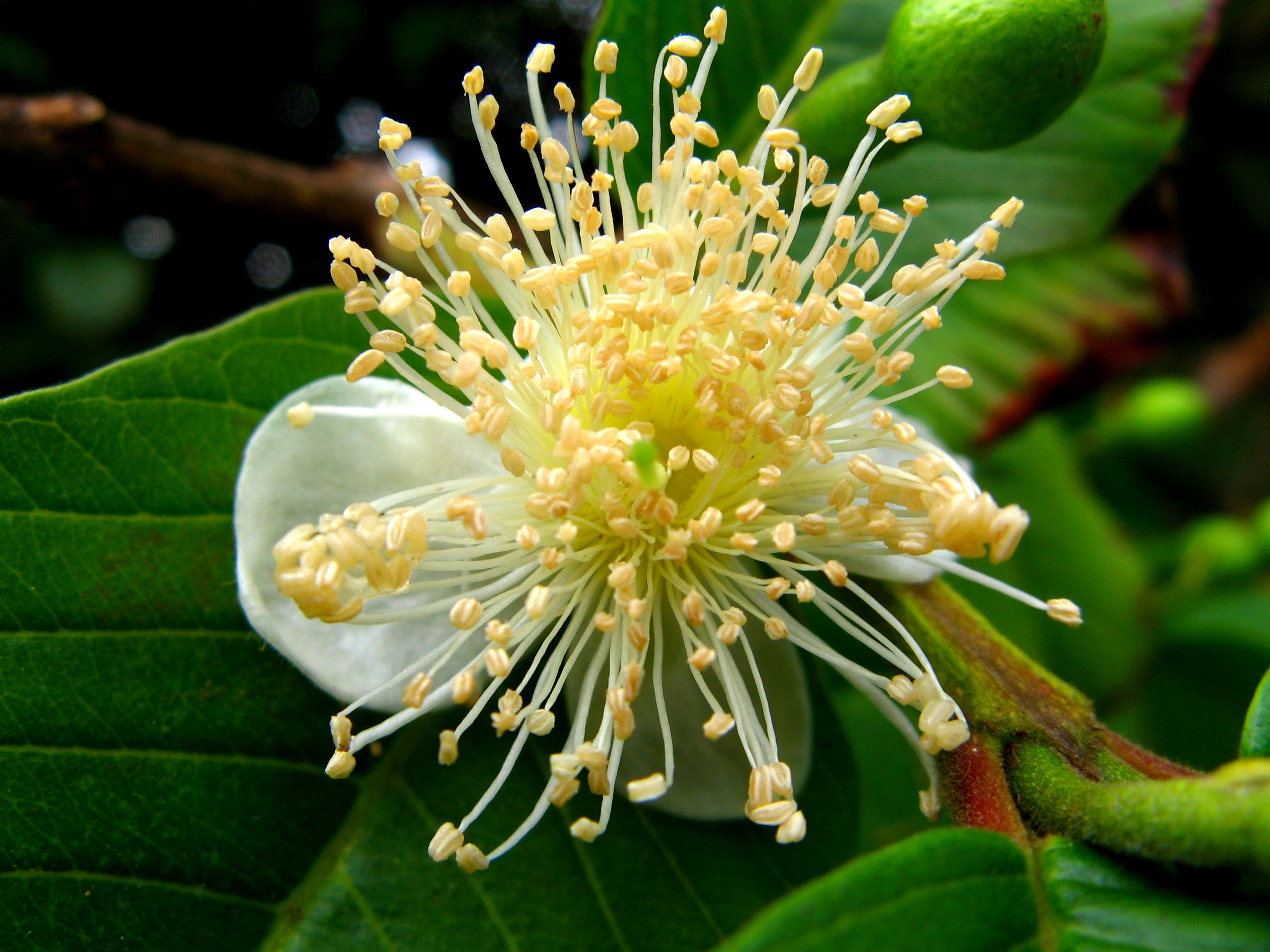
Flores.

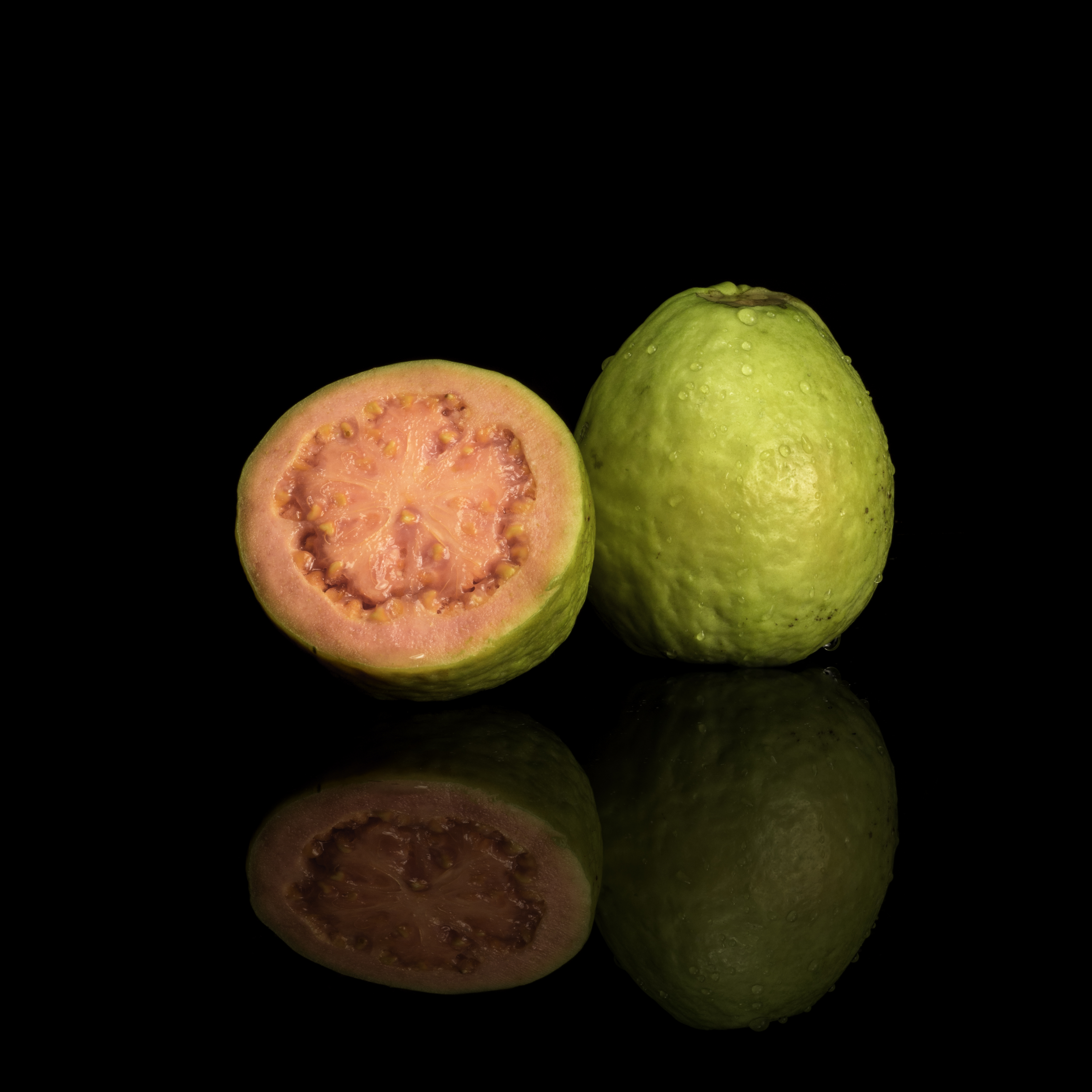
Fruto.

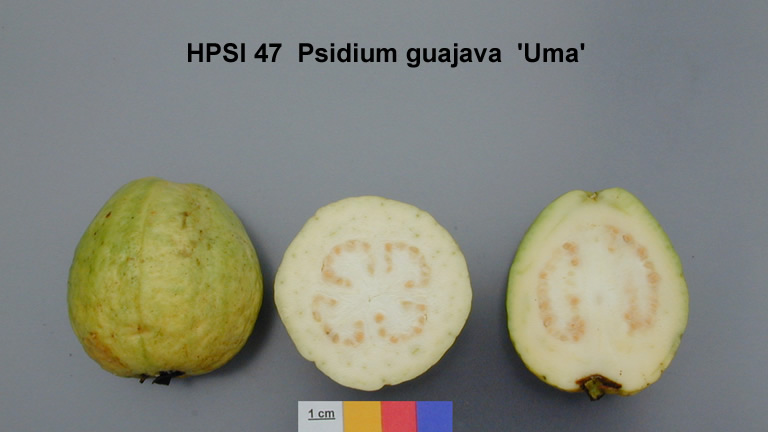
P. guajava
- detalle del fruto

Psidium es un género de plantas de la familia Myrtaceae.

## Descripción
Es un árbol o arbusto perennifolio o caducifolio que puede medir entre 2,5 metros (8 pies) y 10 metros (33 pies) de altura, cuyo tronco presenta un diámetro de hasta 60 cm. De tronco generalmente retorcido y muy ramificado, de madera dura, su corteza es de color gris, se desescama con frecuencia y presenta manchas. 
Sus hojas son simples, oblongas o elípticas de color verde brillante a verde parduzco, muy fragantes cuando se estrujan. Sus flores son solitarias, ocasionalmente se presentan en racimos hasta de 8 cm, siendo axilares, con sépalos de 4 a 5, de color verde en el exterior y blanco en el interior. 
Los pétalos de su floración, de color blanco, vienen de 4 a 5. Su fruto es del tipo baya, de hasta de 8 cm de diámetro, con formas semiesférica, ovoide o en forma de pera, con el cáliz persistente en el ápice, carnosas, de color rosado, verde e intermedios de los anteriores a crema amarillento, de olor fragante y sabor agridulce.
Su fruto es una baya muy apreciada por su acidez leve y buen sabor. La cáscara es de  tonos amarillo-verdosos y su interior puede ser rosado, rojo, blanco, amarillo o anaranjado. La pulpa se caracteriza por contener muchas semillas pequeñas y por un aroma dulce. Se trata de un árbol muy común en potreros dedicados al ganado vacuno, donde tradicionalmente, debido a la facilidad que presentan para ser escalados, proveen de frutos a los habitantes de la zona.

## Distribución
En Colombia, Perú y Ecuador es común de los pisos térmicos entre los 1 500 a 600 m s.n.m., siendo común verla en los cultivos de café, palta o aguacate y naranja, como árbol de sombra, siendo estimado por el fruto que brinda, su fácil acceso, y, en caso de necesidad extrema; por brindar una leña con buen poder calorífico. Ha sido cultivada extensamente por su fruto, del cual se obtienen jaleas, dulces y pulpa de buen sabor y excelente para refrescos.
En México se encuentra de forma silvestre desde el sur de Tamaulipas, este de San Luis Potosí, norte de Puebla hasta la Península de Yucatán en la vertiente del Golfo; y de Sonora hasta Chiapas en la vertiente del pacífico.
En Puerto Rico, alrededor de toda la isla, es común encontrar guayaba de forma silvestre y por cultivos.
En su forma cultivada en el mundo se distribuye desde México y Centroamérica hasta Sudamérica, sobre todo en Brasil, Perú, Venezuela, Colombia, Paraguay y noreste de Argentina. También se encuentra en países como Pakistán, Egipto, Bangladés, Estados Unidos, España, Malasia, Tailandia, India, Sudáfrica e Indonesia, quienes son los principales productores de guayaba a nivel mundial.

## Hábitat
Su área ecológica se encuentra en la franja paralela al Ecuador con límites que no van más allá de 30° de LN. Es una planta muy común en las regiones tropicales y subtropicales a las orillas de los caminos y en las casas. Prospera en diferentes condiciones climáticas; habita en climas cálido, semicálido, semiseco, seco y templado. De forma silvestre se adapta a una amplia variedad de climas, desde secos a húmedos, con precipitaciones de 1000 a 4500 mm por año. Se le encuentra desde el nivel del mar hasta cerca de los 2000 m, con temperaturas medias de 20-30 °C. En general, requiere plena exposición solar y prefiere sitios con estaciones secas bien definidas, ya que en sitios donde llueve a lo largo de todo el año se ve más afectada por enfermedades. Las plantaciones comerciales se encuentran en climas tropicales secos, con temperaturas promedio de 18 °C, precipitación anual de 600 mm y altitud entre 0 a 1200 m. Es susceptible a las heladas. La temperatura adecuada para su desarrollo está entre los 15 y 30 °C, aunque puede tolerar hasta 45 °C. La especie tolera diversas condiciones de suelo, pero produce mejor en suelos bien drenados, con abundante materia orgánica y un pH de 4.5 a 7.5.
Altamente adaptables, las guayabas se pueden cultivar fácilmente también como plantas de contenedor en regiones templadas, al ser protegidas de las heladas, aunque su capacidad para florecer y dar frutos es algo menos predecible.

## Taxonomía
Psidium guajava fue descrita por Carlos Linneo y publicado en Species Plantarum 1: 470. 1753.
Etimología
Ver: Psidium
Sinonimia
- Myrtus guajava (L.) Kunze 1898[10]
- Psidium cujavus L. 1754
- Psidium pomiferum L. 1762[11]
- Psidium pyriferum L. 1762
- Psidium cujavillus Burm.f. 1768
- Psidium angustifolium Lam. 1789
- Psidium pumilum Vahl 1791[12]
- Psidium vulgare Rich. 1792
- Psidium sapidissimum Jacq. 1798
- Psidium pumilum var. guadalupense DC. 1828
- Psidium aromaticum Blanco 1837 nom. illeg.
- Psidium pyriferum var. glabrum Benth. 1840
- Psidium fragrans Macfad. 1850
- Psidium intermedium Zipp. ex Blume 1850
- Psidium prostratum O.Berg 1856; Guajava pumila (Vahl) Kuntze 1891
- Guajava pyrifera (L.) Kuntze 1891[13]
- Syzygium ellipticum K.Schum. & Lauterb. 1900
- Psidium igatemyense Barb.Rodr. 1903[14]

## Importancia económica y cultural

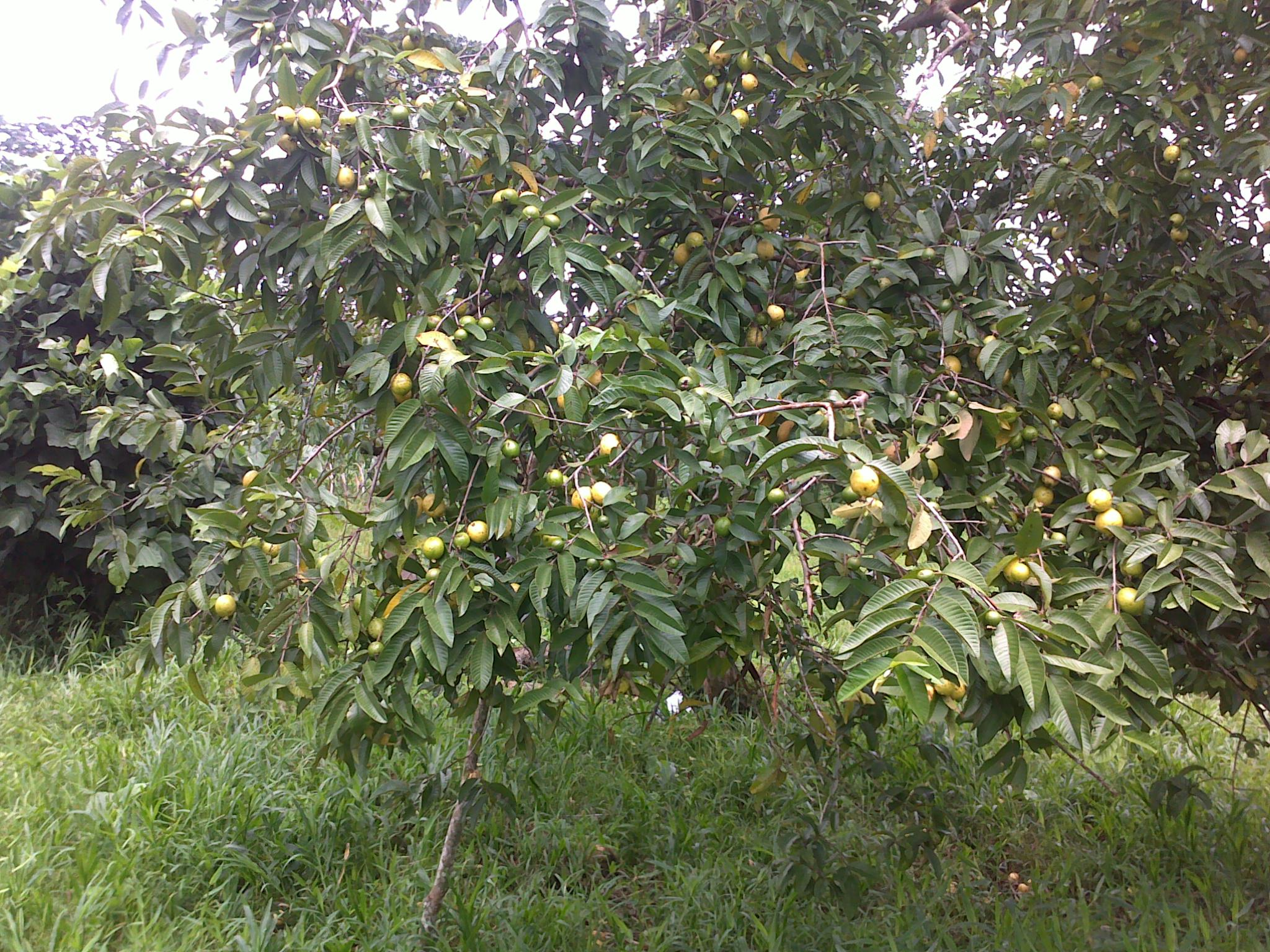
Árbol en fructificación de Psidium guajava rosada.

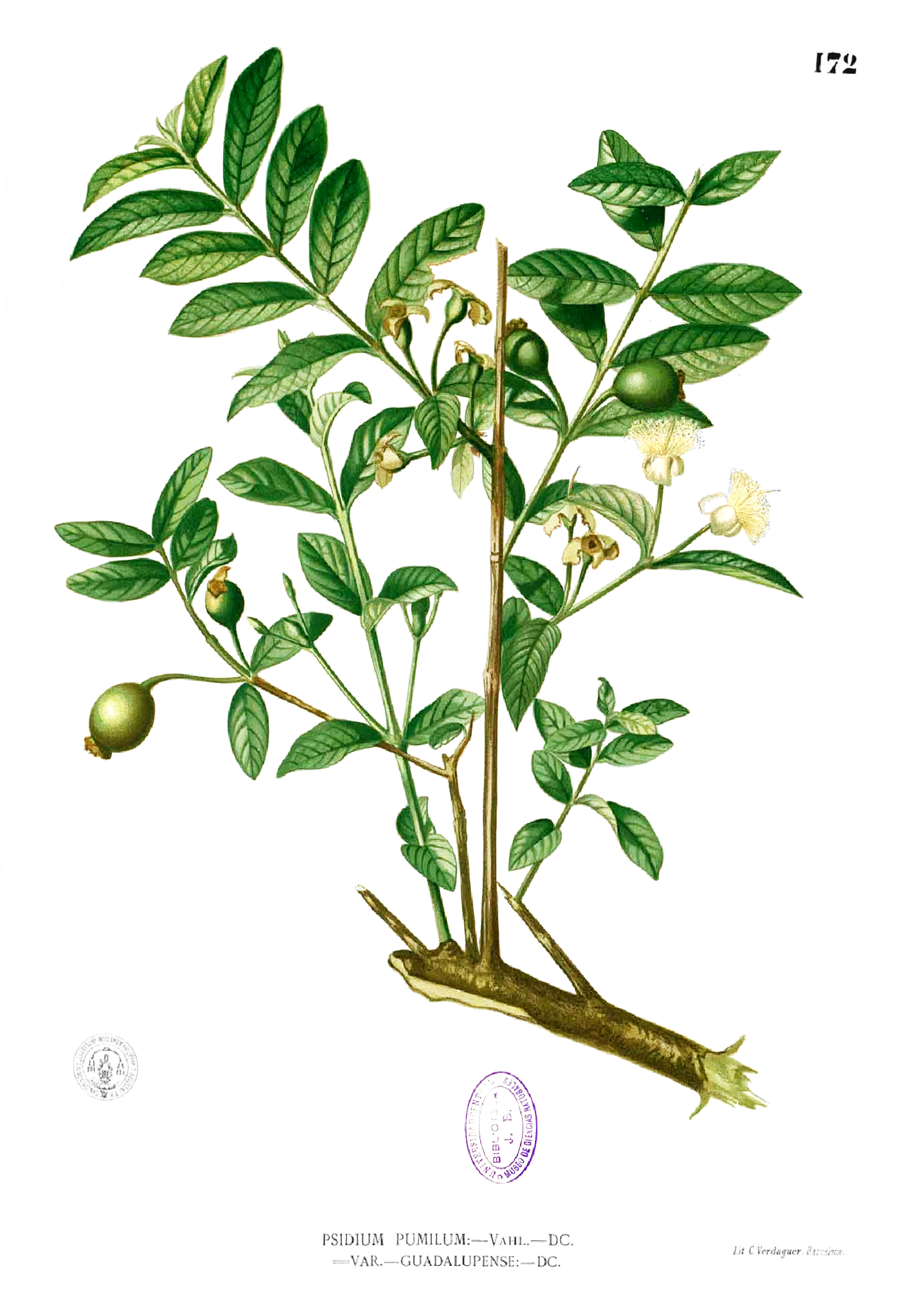
Ilustración

- La fruta se llama guayaba y es comercializada industrialmente por sus cualidades nutritivas.
- La fruta es comercializada al ser procesada como jalea en forma sólida o en barritas.
- La pulpa es usada para tratar parásitos intestinales como Giardia lamblia y lombrices.
- La raíz se utiliza contra la diarrea.
- Las hojas se utilizan para preparar una  infusión denominada Té de hojas de guayaba, o como ingredientes de Tisanas. Tradicionalmente se utiliza como uso medicinal para problemas gastrointestinales. La infusión con hoja de guayaba es también utilizada como baño de asiento.

## Estado de conservación
Es una planta nativa de Mesoamérica, estando ampliamente distribuida, tanto de forma silvestre como en cultivos tecnificados; en toda la América tropical y del Caribe. Es ampliamente cultivada en diferentes países del mundo con climas tropicales.

## Nombres comunes
- guayabo agrio de las Antillas, guayabo blanco de Cuba, guayabo cotorrero de Cuba, guayabo silvestre de las Antillas, carhuas-sahuintu del Perú, savintu del Perú, verde-zahuintu del Perú, xalxocotl.[15]

"Arasá" en el noreste de Argentina, Paraguay y parte de Uruguay.